# Sarāb-e Nanīz
Sarāb-e Nanīz (persiska: سَر آب نَنيز, سراب ننيز, سَرابِ نيز, سَرابِ نانيز, Sar Āb Nanīz) är en ort i Iran.   Den ligger i provinsen Kohgiluyeh och Buyer Ahmad, i den centrala delen av landet, 600 km söder om huvudstaden Teheran. Sarāb-e Nanīz ligger 704 meter över havet och antalet invånare är 902.
Terrängen runt Sarāb-e Nanīz är kuperad söderut, men norrut är den platt. Runt Sarāb-e Nanīz är det ganska glesbefolkat, med 45 invånare per kvadratkilometer. Närmaste större samhälle är Dogonbadan, 11,8 km nordväst om Sarāb-e Nanīz. Omgivningarna runt Sarāb-e Nanīz är i huvudsak ett öppet busklandskap.